# Alexandra Laignel-Lavastine

## Cine esteAlexandra Laignel-Lavastine?
Alexandra Laignel-Lavastine (n.1966) este publicist, filozof, istoric, traducătoare din limba română. Este specializată în relațiiile dintre Vestul și Estul Europei. Este doctor in filozofie, istoric și cercetătoare la Laboratorul de Analiza a Sistemelor Politice (LASP) de la Centre National de la Recherche Scientifique (CNRS, Franța). Este autoarea multor studii despre istoria intelectuală și culturală a României, unele apărute și in reviste românești. Este fosta soție a poetului și publicistului Emil Hurezeanu și a fost acuzată de plagiat de către Marta Petreu care i-a reproșat un act de înalt furt calificat în cazul unei scrieri în care tematizează angajamentul prolegionar al lui Eliade și Cioran, vorbind apoi și despre complicitatea lui Eugen Ionescu în ceea ce privește ascunderea trecutului celor doi în perioada când toți trei s-au manifestat împotriva regimului comunist. Este vorba despre volumul intitulat Cioran, Eliade, Ionesco. L'oubli du fascisme, apărut la Paris în 2002 (publicat ulterior și într-o traducere românească).
A mai publicat și volumul Filozofie și naționalism. Paradoxul Noica, apărut la București în 1998.
În numeroase recenzii publicate în presa culturală din România autoarea a fost acuzată că ar distorsiona adevărul istoric, pentru a-i denigra pe Eliade și Cioran. Aceștia, totuși, au fost mai mult decât simpatizanți ai mișcării extremiste de dreapta, “Garda de Fier”, ceea ce a demonstrat și Florin Țurcanu într-o monografie recentă: Mircea Eliade. Prizonierul istoriei, București, 2005.

## Marta Petreu vs. Alexandra Laignel-Lavastine
Într-un serial publicat de Marta Petreu, scriitoare și profesoară de filozofie la Universitatea din Cluj, în revista “22”, Laignel-Lavastine a fost acuzată de furt intelectual. Marta Petreu a vorbit în acest context despre un "plagiat nerușinat", citând pagini întregi din lucrările sale care au fost folosite în cartea autoarei franceze. Marta Petreu este, de-altfel, autoarea unei monografii extrem de critice la adresa lui Cioran, în care dezvăluie fără menajamente angajamentul acestuia pentru “Garda de fier”. Lucrarea a apărut în anul 1999 la Cluj sub titlul: Un trecut deocheat sau “Schimbarea la față a României.
1. ↑  Alexandra Laignel-Lavastine, Babelio
2. ↑  „Alexandra Laignel-Lavastine”, Gemeinsame Normdatei, accesat în 22 decembrie 2014
3. ↑  Autoritatea BnF, accesat în 10 octombrie 2015